# Barapasaurus
Barapasaurus, (latin: "storbent ödla") är en dinosaurie, som fick sitt namn sedan en lastbilschaufför som transporterade djurets jättelika skelettdelar trodde att de utgjort dess ben. Den levde i Indien för 180 miljoner år sedan, under nedre jura. Den tillhörde djurgruppen sauropoder, och är en av de äldsta kända dinosaurierna, och den första i sin djurgrupp som upptäckts. Likt alla andra sauropoder var Barapasaurus en växtätare. 
Paleontologerna är osäkra hur det egentligen såg ut, eftersom man enbart funnit sex ofullständiga skelett, alla utan huvud. Det som man i alla fall är säker på, är att den hade en lång hals, massiva stadiga ben och skedformade tänder som hade sågade kanter.